# Skilift Col
Der Skilift Col (englisch für Skiliftsattel) ist ein Bergsattel im westantarktischen Marie-Byrd-Land. Im Königin-Maud-Gebirge liegt er zwischen dem Griffith- und dem Howe-Gletscher auf der Westseite des Watson Escarpment. Er stellt eine Abkürzung auf dem Weg zum 3 km nordöstlich aufragenden Mount Meeks dar.
Wissenschaftler einer von 1969 bis 1970 durchgeführten Kampagne der New Zealand Geological Survey Antarctic Expedition benannten ihn nach dem Umstand, dass einige von ihnen einen Motorschlitten wie einen Skilift nutzten.